# Eric Betzig
Robert Eric Betzig,  född 13 januari 1960 i Ann Arbor i Michigan, är en amerikansk fysiker. 2014 tilldelades han Nobelpriset i kemi tillsammans med Stefan Hell och William Moerner "för utveckling av superupplöst fluorescensmikroskopi". 
Betzig blev filosofie doktor 1988 vid Cornell University i Ithaca. Han är gruppledare vid Janelia Farm Research Campus vid Howard Hughes Medical Institute i Ashburn, Virginia

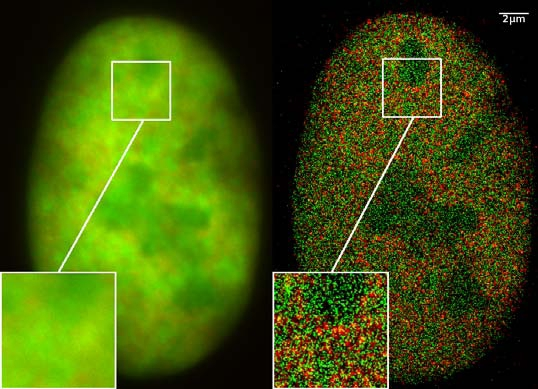
Superupplöst mikroskopifoto i två olika färgskalor.